# Daniel Andrada
Daniel Andrada Jimenez (ur. 5 lipca 1975 w Sewilli) – hiszpański wspinacz sportowy. Specjalizował się w boulderingu, prowadzeniu oraz we wspinaczce na czas. Mistrz świata we wspinaczce sportowej, w konkurencji na czas z 1997 z Paryża. 

## Kariera sportowa
W 1997 we Francji w Paryżu wywalczył tytuł mistrza świata we wspinaczce sportowej, w konkurencji na czas, w finale pokonał Rosjanina Jewhena Krywoszejcewa.
Wielokrotny uczestnik, medalistka prestiżowych, elitarnych zawodów wspinaczkowych Rock Master we włoskim Arco, gdzie w roku 1999 zdobył złoty medal w boulderingu.

## Osiągnięcia

### Mistrzostwa świata
| Konkurencje  | 1997 | 1999 | 2001 | 2007 |
| Bouldering   | —    | —    | 6    | 55   |
| Prowadzenie  | 9    | 23   | —    | —    |
| Wsp. na czas | 1    | 9    | —    | 53   |

### Mistrzostwa Europy
| Konkurencje  | 1998 | 2004 |
| Bouldering   | —    | 22   |
| Prowadzenie  | 25   | —    |
| Wsp. na czas | 5    | —    |

### Rock Master
| Konkurencje  | 1997 | 1999 | 2000 | 2006 |
| Bouldering   | —    | 1    | 2    | 7    |
| Wsp. na czas | 11   | 9    | 8    | —    |